# Comitato interministeriale dei prezzi
Il Comitato interministeriale dei prezzi (CIP) fu dal 1944 fino al 1993 l'organo dello Stato italiano deputato al controllo dei prezzi.

## Storia
Istituito con il dll 374/1944 (integrato successivamente dal dll 374/1946 e dal dlcp 896/1947]) era presieduto dal presidente del Consiglio e composto dal ministro per l'industria, il commercio e l'artigianato (che poteva presiedere in delega), da quello delle finanze, del tesoro, dell'agricoltura e foreste, dei trasporti, dei lavori pubblici, del commercio estero, del bilancio, del lavoro e previdenza sociale e delle partecipazioni statali. Ai ministri sono associati, con le stesse prerogative, tre esperti, nominati dal presidente del Consiglio.
Il comitato si avvaleva della collaborazione della Commissione centrale prezzi (composta da rappresentanti delle amministrazioni dello stato e delle regioni a statuto speciale, rappresentanti dei sindacati e delle associazioni di categoria e dei consumatori ed il segretario del CIP). Gli organi periferici del CIP sono i Comitati provinciali prezzi, presieduti dal prefetto.
Con l'istituzione delle regioni, a partire dal 1977 le funzioni dei Comitati provinciali furono assorbite dalle nuove amministrazioni di rango superiore (dpr 616/1977).
La legge attribuiva al CIP poteri molto estesi tra cui la possibilità di fissare il prezzo di qualsiasi merce in qualsiasi fase del commercio, anche nell'import-export, e di stabilire i prezzi dei servizi.
Il CIP poteva disporre il sequestro delle scorte agricole e stabilirne il prezzo di vendita.
Inoltre poteva autorizzare i CCP a limitare gli scambi interprovinciali di determinate merci.
Oltre ai poteri dispositivi disponeva di poteri ispettivi nei confronti delle imprese per l'accertamento dei costi di merci e servizi.
Con il dpr 626/1968 fu istituito un rapporto subordinato tra il CIP e il CIPE (Comitato per la programmazione economica) per cui il CIP si attiene alle deliberazioni del CIPE (art. 2).

### Il ruolo del CIP durante le crisi petrolifere e il blocco dei prezzi (1973-1985)
Con il D.L. n.427 del luglio 1973, si stabilisce, per contrastare l'inflazione, un blocco dei prezzi per i beni di largo consumo, alcuni di essi non possono superare i livelli praticati tra il luglio e il settembre 1973 (art. 4). Gli aumenti rimanevano possibili solo previa autorizzazione del CIP (art. 5). Con la guerra del Kippur
L'eccessiva rigidità del sistema dei prezzi non consentiva un rapido adeguamento al variare dei costi, così, tramite la delibera del 26 giugno 1974 del CIPE, è stato introdotto il regime dei prezzi “sorvegliati”, che imponeva alle imprese di comunicare 30 giorni prima le variazioni di prezzo al CIP, perché ne valutasse la congruità. Quindi i compiti del CIP passarono da dispositivi a propositivi introducendo una sostanziale liberalizzazione dei prezzi, sancita dalla delibera del CIPE del 2 maggio 1975.
Con il D.L. n.15 del 15 febbraio 1984 (il cosiddetto "decreto di San Valentino" del Governo Craxi I) sono stati dati nuovi poteri al CIP con lo scopo di mantenere sotto il 10% del tasso di inflazione programmata i beni e le tariffe comprese nel paniere ISTAT. Il CIP ha dunque parere vincolante sulle proposte di aumento dei prezzi e delle tariffe.

### Soppressione
È stato soppresso, assieme ad altri organismi, durante il Governo Ciampi, in base alla legge n. 537 del 24 dicembre 1993, di cui all'art. 1, comma 21. Le sue funzioni sono trasferite formalmente al CIPE.
Al 2023 il Governo non ha più il potere di amministrare i prezzi per legge su un paniere di beni di largo consumo. Tuttavia, conserva il potere di indicizzare i prezzi (ad esempio, il prezzo del GPL pari a metà del prezzo della benzina) e di imporre agli operatori economici di scorporare e dare evidenza di specifiche componenti di costo, eventualmente abrogandole (ad esempio, i costi di ricarica telefonica con le "lenzuolate" di Bersani).